# Duvno
Duvno je naselje v Hercegbosanski županiji v Bosni in Hercegovini na Duvanjskem polju. Ime Duvno se uporablja tudi kot sinonim za celotni Duvanjski kraj (Občina Tomislavgrad), ki poleg samega Duvna obsega tudi okoliške naselbine Roškega polja, Vinice, Buškega blata in Šuice. Ime prihaja iz Delminija, prvotnega središča ilirskih Dalmatov, katerega ime so predniki Hrvatov ob naselitvi prevzeli kot D'lmno in ga preko oblike Dumno ohranili do danes. Na Duvanjskem polju je bil po izročilu okronan tudi kralj Tomislav. Središče duvanjskega področja je Tomislavgrad (tako ga je leta 1925 ob 1000-letnici ustanovitve hrvaškega kraljestva tako po hrvatskom kralju Tomislavu, ki naj bi bil okronan prav na Duvanjskem polju leta 925, poimenoval jugoslovanski kralj Aleksander II. Karađorđević in ga je imel do konca 2. svetovne vojne ter nato spet od začetka 90. let naprej).
Ker je Tomislavgrad v drugi polovici 20. stoletja nosil vsiljeno ime "Duvno", se zaradi nepoznavanja omenjeno poimenovanje tudi danes istoveti z mestom Tomislavgradom. Da bi se izognili nesporazumom tudi sami Duvanjci svoje naselje pogosto imenujejo s širšo oznako "Duvanjski kraj".